# O Tudo

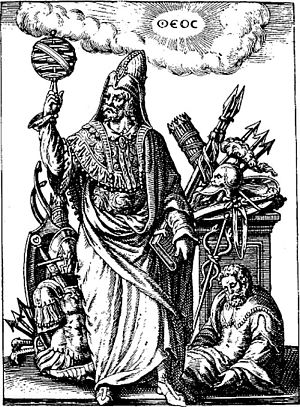
O Único é uma concepção principalmente Hermética.

O Tudo, também chamado de O Uno/Único, Aquele, O Absoluto, O Grande, O Criador, A Mente Suprema, O Bem Supremo, O Pai, e A Mãe Universal, é a visão de Deus hermética, panteísta, pandeísta ou panenteísta (relacionada também a panpsiquismo/monopsiquismo/unus mundus/anima mundi) na qual tudo que há, ou ao menos pode ser vivenciado, coletivamente faz O Único. Uma máxima hermética diz: "Enquanto Tudo está n'O Único, é igualmente verdadeiro que O Único é Tudo". O Único pode também ser visto como andrógeno, possuindo qualidades femininas e masculinas de forma equilibrada.
Segundo o Caibalion, O Tudo é um pouco mais complicado do que simplesmente ser a soma total do universo. Em vez de O Tudo ser simplesmente o universo físico, é mais correto dizer que tudo no universo está dentro da mente do Tudo, sendo O Tudo visto como a própria Mente, já que pelo menos parte do universo é constituída por um plano mental. A unidade absoluta do Todo considerada como maior do que a soma das partes é uma forma de panenteísmo.